# Игра с топка
Игрите с топка, също спортове с топка, са всяка форма на игра или спорт, която включва топка като част от играта. Те включват игри като футбол, крикет, бейзбол, баскетбол и американски футбол. Такива игри имат различни правила и история и са с най-вече несвързан произход. Игрите с топка могат да бъдат дефинирани в няколко широки типа и като цяло се опитват да измерят колко добре играчът може да удари топка:
- Игри с бухалка и топка, като крикет и бейзбол. Те измерват качеството на удара, като се отчита колко разстояние може да избяга играча, който удря топката, преди опонентът му да успее да върне топката.
- Игри с ракета и топка, като тенис, скуош и бадминтон с топка. При тях играчите се опитват да ударят топката на противника по такъв начин, че противникът да не може да я удари успешно.
- Игри с удряне с ръка на топка, като различни варианти на хандбал, хандбал за отскок и др.
- Спортове за голове, обикновено отборни спортове като баскетбол, водна топка и всички форми на футбол, лакрос и хокей (с изключение на хокея на лед, който е спорт за голове, но се играе с хокейна шайба). При тях играчите, разделени на отбори, опитват да вкарат топката в противниковата врата, за да спечелят точки.
- Спортове с мрежи без ракета, като волейбол и кик волейбол.
- Спортове за прецизност, като боулинг, крокет и голф, както и спортове с щеки, включително снукър, билярд и други форми на билярд. При тях се удряо на топката към определена цел/цели, като качеството на удара обикновено се измерва от това колко малко удари са необходими, за да се вкара топката в/през целта/целите.